# Westkaserne Demmin
Die ehemalige Westkaserne Demmin in Demmin (Mecklenburg-Vorpommern), Loitzer Straße 50, wurde 1862 gebaut. Nach dem Zweiten Weltkrieg war hier das „Weiße“ Krankenhaus.
Das Gebäude steht unter Denkmalschutz.

## Geschichte
Die Hansestadt Stadt Demmin mit 10.523 Einwohnern (2020) wurde als Burg und civitas maxima 1075  erwähnt.

Das drei- und viergeschossige verputzte historisierende winkelförmige Gebäude an der Ecke zur Peenestraße mit dem stark profilierten Gesims und dem viergeschossigen Teil mit den später verkürzten Fialen wurde 1862 als Kaserne gebaut. Die Anlage wurde ergänzt um die nicht erhaltenen Pferdeställe und eine Reitbahn.
Von 1862 bis 1919 nutzte das 1860 aufgestellte 2. Pommersches Ulanen-Regiment Nr. 9 die Anlage sowie die Ostkaserne Demmin. Die Ulanen kämpften 1864 im Deutsch-Dänischen Krieg, 1866 im Deutschen Krieg in der Schlacht von Königgrätz und im Ersten Weltkrieg. Im Ersten Weltkrieg wurde hier auch ein militärisches Lazarett eingerichtet. Von 1919 bis 1945 war die Kaserne Standort des 3. und 6. Eskadron des 6. Preußischen Reiter-Regiments der Reichswehr und der Wehrmacht.
Nach 1945 wurde es zum sogenannten „Weißen“ Krankenhaus umgebaut mit der ehemaligen Autopsie als Anbau und den Geräteschuppen.
Grundstück und Gebäude gehört(en) dem Landkreis und sollten 2015 versteigert werden. Es wurde in den 1990er/2000er Jahren fast leergezogen. In dem Gebäude verblieben ein Dialyse- und Nierenzentrum und verschiedene Praxen. Weitere Einrichtungen und Firmen nutzen aktuell das Haus.